# Wisconsin Herd
Los Wisconsin Herd (en español “Manada de Wisconsin “)son un equipo de baloncesto estadounidense perteneciente a la NBA G League, que comenzó a jugar en la temporada 2017-2018. Tienen su sede en la ciudad de Oshkosh, Wisconsin. Juegan sus partidos en el Oshkosh Arena, un pabellón para 3500 espectadores.

## Historia
El 29 de junio de 2016 se anunció que los Milwaukee Bucks estaban intentando conseguir un equipo de expansión en la entonces denominada NBA Development League, teniendo cinco ciudades entre las candidatas: Grand Chute, La Crosse, Oshkosh, Racine y Sheboygan. El 3 de agosto se anunció que Grand Chute y La Crosse habían sido eliminadas, siendo Oshkosh, Racine y Sheboygan las tres finalistas.
El 7 de febrero de 2017 se anunció que los Bucks habían elegido la opción de Oshkosh, haciéndose oficial al día siguiente.
El 8 de junio se anunció que el nombre del equipo sería Wisconsin Herd, desvelándose cuál sería el logo el día 22.

## Trayectoria
| Wisconsin Herd            |                                        |                                        |                                        |                                        |                                        |                                                    |                                        |
| 2017–18                   | Central                                | 5.º                                    | 21                                     | 29                                     | .420                                   |                                                    |                                        |
| 2018–19                   | Central                                | 5.º                                    | 12                                     | 38                                     | .240                                   |                                                    |                                        |
| 2019–20                   | Central                                | 1.º                                    | 33                                     | 10                                     | .767                                   | Temporada interrumpida por la pandemia de COVID-19 |                                        |
| 2020–21                   | Optó por no participar en la temporada | Optó por no participar en la temporada | Optó por no participar en la temporada | Optó por no participar en la temporada | Optó por no participar en la temporada | Optó por no participar en la temporada             | Optó por no participar en la temporada |
| 2021–22                   |                                        | 14.º                                   | 8                                      | 24                                     | .250                                   |                                                    |                                        |
| Balance temporada regular | Balance temporada regular              | Balance temporada regular              | 74                                     | 101                                    | .423                                   |                                                    |                                        |
| Balance Playoffs          | Balance Playoffs                       | Balance Playoffs                       | 0                                      | 0                                      | —                                      |                                                    |                                        |

## Afiliaciones
- Milwaukee Bucks (2017-presente)